# Nachal Jiš'i
Nachal Jiš'i (hebrejsky: נחל ישעי) je vádí v pahorkatině Šefela, nedaleko od západního okraje Judských hor v Izraeli.
Začíná v nadmořské výšce ncelých 300 metrů v prostoru vesnice Zanoach. Směřuje pak k západu mírně se zahlubujícím údolím, přičemž z jihu míjí centrální části města Bejt Šemeš. Zleva, od jihu, přijímá vádí Nachal Jimla. Na jihozápadním okraji města se stáčí k severu a zleva přijímá vádí Nachal Jarmut. Prochází pak vesnicí Jiš'i, nedaleko od pahorku Tel Bejt Šemeš, kde zprava přijímá vádí Nachal Šemeš. Na severním okraji vesnice Jiš'i podchází železniční trať Tel Aviv-Jeruzalém a ústí zleva do potoka Sorek.